# Luke Newberry
Luke Newberry (Exeter, Devon; 19 de febrero de 1990) es un actor británico, más conocido por su personaje protagónico de Kieren Walker en la serie In the Flesh.

## Primeros años
Newberry nació en Exeter, Devon, el 19 de febrero de 1990. Asistió a la Universidad de Exeter, donde estudió literatura e inglés. A los 18 años, asistió a la Bristol Old Vic Theatre School para estudiar actuación, dónde se graduó en 2011. Tiene dos hermanas que se dedican a la danza.

## Carrera
Su primer papel importante fue a la edad de 11 años en la película The Heart of Me junto a Helena Bonham Carter y Paul Bettany. En el 2003, fue elegido para el papel de Lighthouse en la sitcom My Dad's the Prime Minister (2003-04), en la cual actuó durante sus dos temporadas. Más tarde, apareció en la serie televisiva Sherlock como un joven policía en el episodio A Scandal in Belgravia.
Su más reciente y probablemente más conocido papel es el de Kieren "Ren" Walker en el drama sobrenatural In the Flesh, interpretando a un adolescente que es curado de su estado de zombi y posteriormente enviado de vuelta a su hogar. Sin embargo, su reintegración no será sencilla, debiendo lidiar con los prejuicios de las demás personas que lo consideran un monstruo. Su interpretación de Kieren le valió una nominación a los Premios BAFTA en la categoría de mejor actor, perdiendo ante Sean Harris.
Newberry había sido elegido para interpretar al metamorfomago Teddy Lupin en Harry Potter y las Reliquias de la Muerte: parte 1, e incluso llegaron a filmarse sus escenas, pero finalmente estas fueron quitadas de la película.

## Filmografía

### Películas y televisión
| Año       | Título                                             | Papel               | Notas                              |
| --------- | -------------------------------------------------- | ------------------- | ---------------------------------- |
| 1997      | Alone                                              | Jason               | Corto                              |
| 2000      | Thin Ice                                           | Charlie             | Película para la televisión        |
| 2002      | The Heart of Me                                    | Anthony             |                                    |
| 2003-2004 | My Dad's the Prime Minister                        | Lighthouse          | 11 episodios                       |
| 2007      | Doctors                                            | Luke Brown          | Episodio: "Kiss and Tell"          |
| 2008      | It's Better Now                                    | Tom                 | Corto                              |
| 2011      | Harry Potter y las Reliquias de la Muerte: parte 2 | Teddy Lupin         | Sin creditar (Escenas cortadas)    |
| 2012      | Sherlock                                           | Oficial de policía  | Episodio: "A Scandal in Belgravia" |
| 2012      | All Men's Dead                                     | William             | Corto                              |
| 2012      | 8 Minutes Idle                                     | Jonno               |                                    |
| 2012      | Eradicate                                          |                     | Corto                              |
| 2012      | Mrs Biggs                                          | Gordon              | 1 episodio                         |
| 2012      | Anna Karenina                                      | Vasily Lukich       |                                    |
| 2012      | Quartet                                            | Simon               |                                    |
| 2013      | Frankenstein's Army                                | Sacha               |                                    |
| 2013      | Lightfields                                        | Harry Dunn          | 5 episodios                        |
| 2013-2014 | In the Flesh                                       | Kieren "Ren" Walker | Papel principal                    |
| 2013      | Dance for Me                                       | Rodney              |                                    |
| 2014      | The Legend of Hercules                             | Agamenón            |                                    |
| 2018      | Dusty and Me                                       | Dusty               | Papel principal                    |
| 2020      | Dead Birds                                         | San Sebastián       | Corto                              |

### Teatro
| Año       | Título                     | Papel        | Compañía                  |
| --------- | -------------------------- | ------------ | ------------------------- |
| 2000-2001 | The Secret Garden          | Colin Craven | Royal Shakespeare Company |
| 2001-2002 | Chitty Chitty Bang Bang    | Jeremy Potts | London Palladium          |
| 2006      | God Save The Teen          |              | National Youth Theatre    |
| 2011      | The Aliens                 |              | Trafalgar Studios         |
| 2012      | Antígona                   |              | Royal National Theatre    |
| 2012      | Finer Noble Gases          |              | Teatro Haymarket          |
| 2013      | A Little Hotel on the Side |              | Theatre Royal Bath        |

## Premios

### BAFTA
| Año  | Categoría                 | Serie        | Resultado |
| ---- | ------------------------- | ------------ | --------- |
| 2014 | Mejor Actor de televisión | In the Flesh | Nominado  |